# Bộ Kinh tế, Thương mại và Công nghiệp
Bộ Kinh tế, Thương mại và Công nghiệp (経済産業省 (Kinh tế sản nghiệp tỉnh) Keizai-sangyō-shō) ( 'METI' ) là một bộ trong Nội các Nhật Bản của Chính phủ Nhật Bản. Nó được thành lập bởi Cải cách Chính phủ Trung ương 2001 khi Bộ Thương mại và Công nghiệp Quốc tế (MITI) sáp nhập với các cơ quan của các bộ liên quan đến hoạt động kinh tế như Cơ quan Kế hoạch Kinh tế.
METI có quyền pháp lý đối với các chính sách rộng lớn bao gồm các chính sách công nghiệp, thương mại, an ninh năng lượng, kiểm soát xuất khẩu vũ khí, "Cool Japan" và vân vân. METI được biết đến với  tư tưởng tự do, và các quan chức của METI được biết đến  cho sự xuất sắc của họ. Nó còn được gọi là "cơ quan nhân sự" cho các nhà lãnh đạo trong chính trị, kinh doanh và giáo dục.